# Канікрос

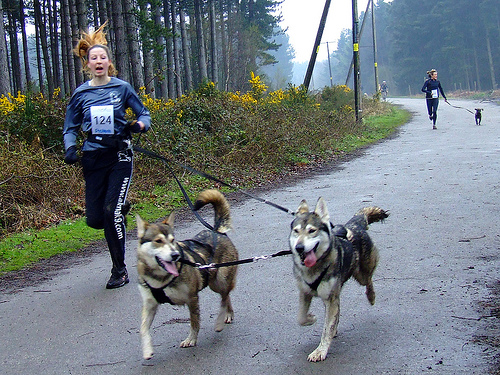
Рейчел Бейлі з академії канікросінгу з двома собаками

Канікрос — вид спорту для собак за участю їхніх господарів.

## Канікрос
Канікрос (canicross) — термін має європейське походження. Крос означає переміщення по пересіченій місцевості. Canicross — це пересування (біг) по пересіченій місцевості з Вашим собакою. Фактично це офіційний варіант звичайної недільної пробіжки з домашнім собакою, що практикується багатьма собакарями. Собака тягне бігуна вперед, додаючи йому швидкості. Руки спортсмена при цьому залишаються вільними — він сполучений з собакою спеціальним тросом з амортизаційною гумою (потягом), який з одного боку кріпиться на їздову шлею собаки, а з іншої — на пояс того, хто біжить. Собака повинен весь час лідирувати, обганяти її заборонено, хоча допускається біг на ненатягнутому повідці. Цей спорт — відмінна можливість підтримувати у формі і себе і свого собаку. Канікросом можуть займатися діти з 6 років. Починають з дистанції в 100 метрів, поступово збільшуючи відстань до фінішу. Офіційні змагання з канікросу проводяться в різних варіантах. Це може бути біг з собакою по стадіону або по пересіченій місцевості на дистанцію від 400 метрів до 5 кілометрів. Найчастіше до канікросу залучають такі породи собак, як сибірський хаскі, аляскінський маламут та інші їздові собаки. Але це не є обмеженням, канікросом може займатися будь-яка собака, потрібно лише її бажання бігати.

### Траса для канікросу
Траса має бути ґрунтовою або із спеціальним амортизувальним покриттям. Забороняється проведення змагань на асфальтових, бетонних і інших жорстких трасах, собак, що можуть привести до травм. Якщо ж ви вимушені використовувати для тренування асфальтове покриття (що украй небажано) — обов'язково одягайте на собаку спеціальне взуття, яке обереже від стирання подушечок і кігтів. Зі всіх різновидів їздового спорту з собакою, канікрос — найпростіший, для нього необхідно мінімум спорядження — зручні кросівки, шлея, пояс і потяг. У цьому виді спорту беруть участь собаки найрізноманітніших порід, головне лише щоб собака був керованим і неагресивним — участь в змаганнях в наморднику заборонена. На трасі учасникові забороняється тримати повідець в руках і обганяти собаку на прямих ділянках. На віражах обгін допустимий, але якщо через 10 метрів після початку прямої ділянки спортсмен все ще буде попереду, нараховуються штрафні бали. Закінчується виступ перетином лінії фінішу, причому необхідно попасти в так званий фінішний створ шириною не менше двох метрів.

## Амуніція і спорядження
Їздова шлея Для спорту щонайкраще личать Х-подібні шлеї. При роботі собаки в такій шлеї велику частину навантаження отримує грудна клітка, менша частина рівномірно розподіляється по корпусу. Професійні шлеї шиються не з шкіри, а з синтетичних матеріалів, які легко можна випрати і не деформуються з часом. Найпоширеніші шлеї з капронової стрічки з м'якою підкладкою в районі грудей і живота. Така шлея легка, без пряжок, не псує шерсть собаки і створює у неї комфортне відчуття під час тяги. Шиється шлея індивідуально на кожену собаку за спеціальними міркамми. Дуже важлива підгонка шлеї довкола шиї собаки, ребер і корпусу. Довкола шиї шлея повинна сидіти щільно, але комфортно. При підгонці ви повинні спокійно просунути 2 пальці між шлеєю і шиєю собаки. Ганчіркова петля у всіх шлей приблизно однакова, але треба враховувати, що вона повинна виходити приблизно на 7,5 см за круп собаки.
Карабін Карабінами пристібають шлею собаки до потяги. Карабіни мають бути металеві і хорошої якості, як правило використовують ті, що замикаються. Всі карабіни потрібно постійно перевіряти на предмет зносу.
Потяг Потяг має бути легким, гнучким, і що не деформується з часом. Найчастіше для їх виготовлення використовується поліпропілен, потяг також можна зв'язати самостійно з альпіністського шнура. За перших же ознак зносу потяг слід замінити, оскільки від міцності спорядження залежать ваша безпека й безпека ваших собак. Для канікросу довжина потяга зазвичай становить 2-3 метри. З одного боку є амортизувальна вставка для пом'якшення ривків собаки.